# Frans Ferdinand van der Werf
Frans Ferdinand van der Werf (Utrecht, 29 november 1903 – Velp, 1 november 1984) was een Nederlands fotograaf die van 1929 tot 1962 werkzaam was.

## Leven
Van der Werf werd geboren te Utrecht als zoon van de onderwijzer Fimme van der Werf en Jacoba Adriana van Gendt. In 1932 huwde hij met Jacoba Gijsberta van Os van den Abeelen, die zijn vaste assistente zou worden. Van der Werf liet een collectie bijzondere foto's na, die wordt beheerd door Het Utrechts Archief .

## Opleiding
Van der Werf doorliep van 1916 tot 1926 het Stedelijk Gymnasium te Utrecht, maar verliet de school zonder diploma. Na zijn militaire dienstplicht vertrok hij in 1928 voor een half jaar naar Innsbruck (Oostenrijk) waar hij in de leer ging bij een fotograaf om van zijn hobby fotografie zijn vak te kunnen maken. Terug in Utrecht vervolgde hij zijn opleiding bij de Utrechtse fotograaf Francis Kramer. Hij wordt gerekend tot de bekendste naoorlogse Utrechtse fotografen. Naast portretten, persfoto’s en sfeeropnames in en buiten de stad Utrecht, maakte hij ook kunstzinnige foto's, die herkenbaar zijn door een spel met de tegenstelling tussen licht en donker en haarscherpe momentopnames.

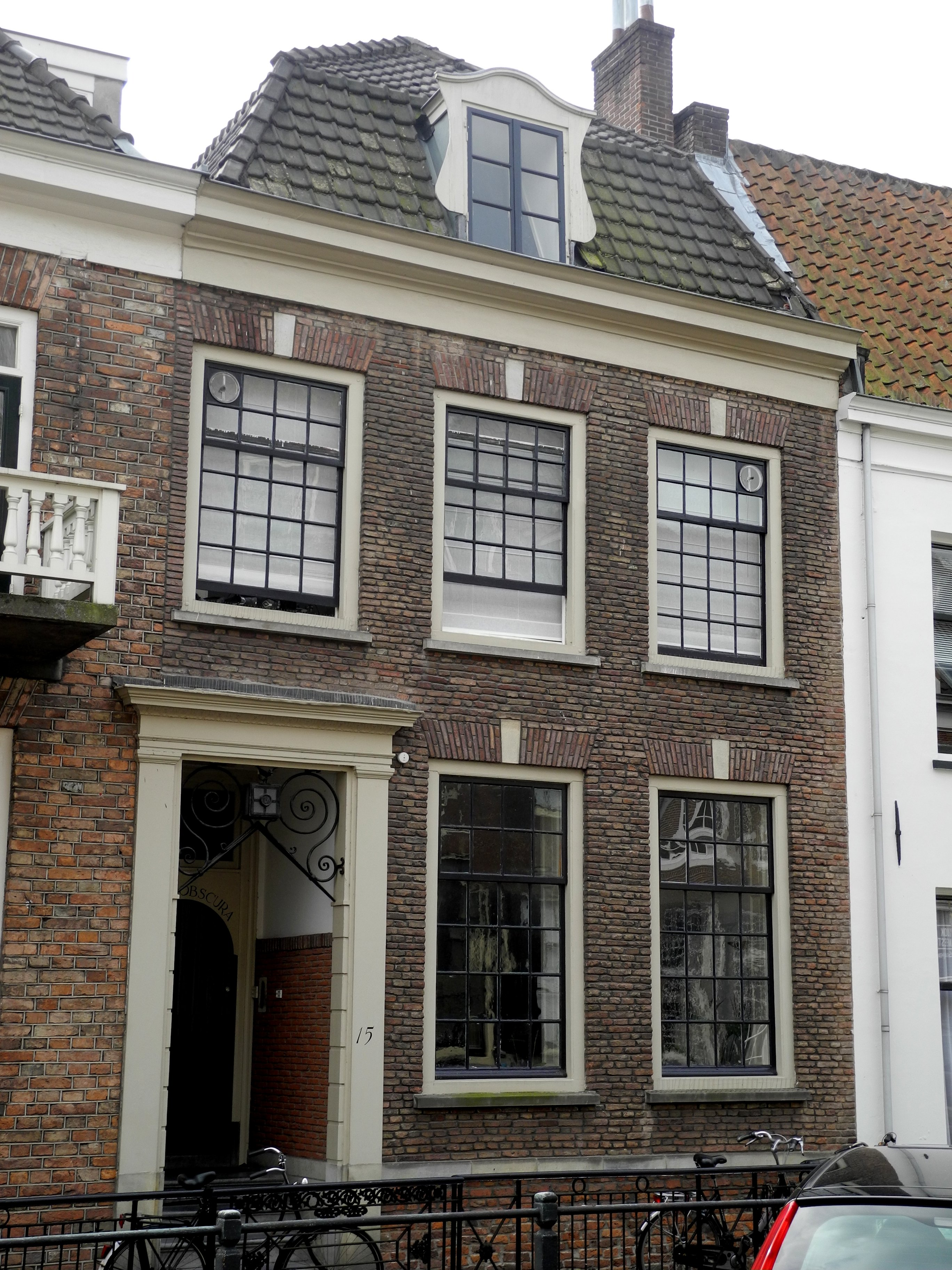
Kromme Nieuwegracht 15 te Utrecht,
waar Van der Werf zijn fotostudio had

Op 30 mei 1930 opende Van der Werf zijn eigen fotostudio in zijn ouderlijke huis aan de Kromme Nieuwegracht 15 te Utrecht. Het huis noemde hij Camera Obscura en hij zou er de rest van zijn werkzame leven blijven wonen en werken.

## Fotowerk
Portretten
In zijn fotostudio ontving hij tal van personen die zich door hem lieten portretteren, waaronder hoogwaardigheidsbekleders zoals burgemeesters, hoogleraren en bisschoppen.
Kunstzinnig
Tegelijkertijd profileerde Van der Werf zich van begin af aan als kunstzinnig fotograaf. Hij maakte sfeeropnames van de stad Utrecht (en ook van daar buiten) die hij in zijn studio exposeerde en uitgaf als prentbriefkaarten of als prints in een bijzondere afdruktechniek.
Persfotografie
In de loop van de jaren dertig legde Van der Werf zich steeds meer toe op reportage- en persfotografie, waarbij hij toonde dat hij oog had voor fraaie lichtsituaties, komische of karakteristieke taferelen en interessante persoonlijkheden. Bekend werden zijn foto's van het in een ijspaleis veranderde, uitgebrande Centraal Station van Utrecht in 1938 en, enkele maanden later, de brand in het warenhuis Galeries Modernes.
Propagandistische foto's
Tijdens de oorlogsjaren maakte Van der Werf in opdracht van de Nederlandse Arbeidsdienst (NAD) propagandistische foto's, hoewel Van der Werf verder zelf niet politiek actief was. Bekend zijn ook zijn foto's van de bevrijding en de intocht van de geallieerden in de stad Utrecht in 1945. Ook was Van der Werf steevast van de partij tijdens bezoeken van leden van het Koninklijk Huis die hij vaak vanuit bijzondere standpunten wist vast te leggen. Van der Werf moest halsbrekende toeren uithalen op 110 meter hoogte toen hij, ondanks zijn hoogtevrees, werklieden wilde fotograferen die de haan van de Domtoren schoonmaakten. De werklui moesten Van der Werf uiteindelijk zelf naar beneden dragen. In de naoorlogse jaren deed Van der Werf veel persfotografie voor het Utrechtsch Nieuwsblad, maar ook werkte hij voor andere bladen en kranten.

## Enkele foto's

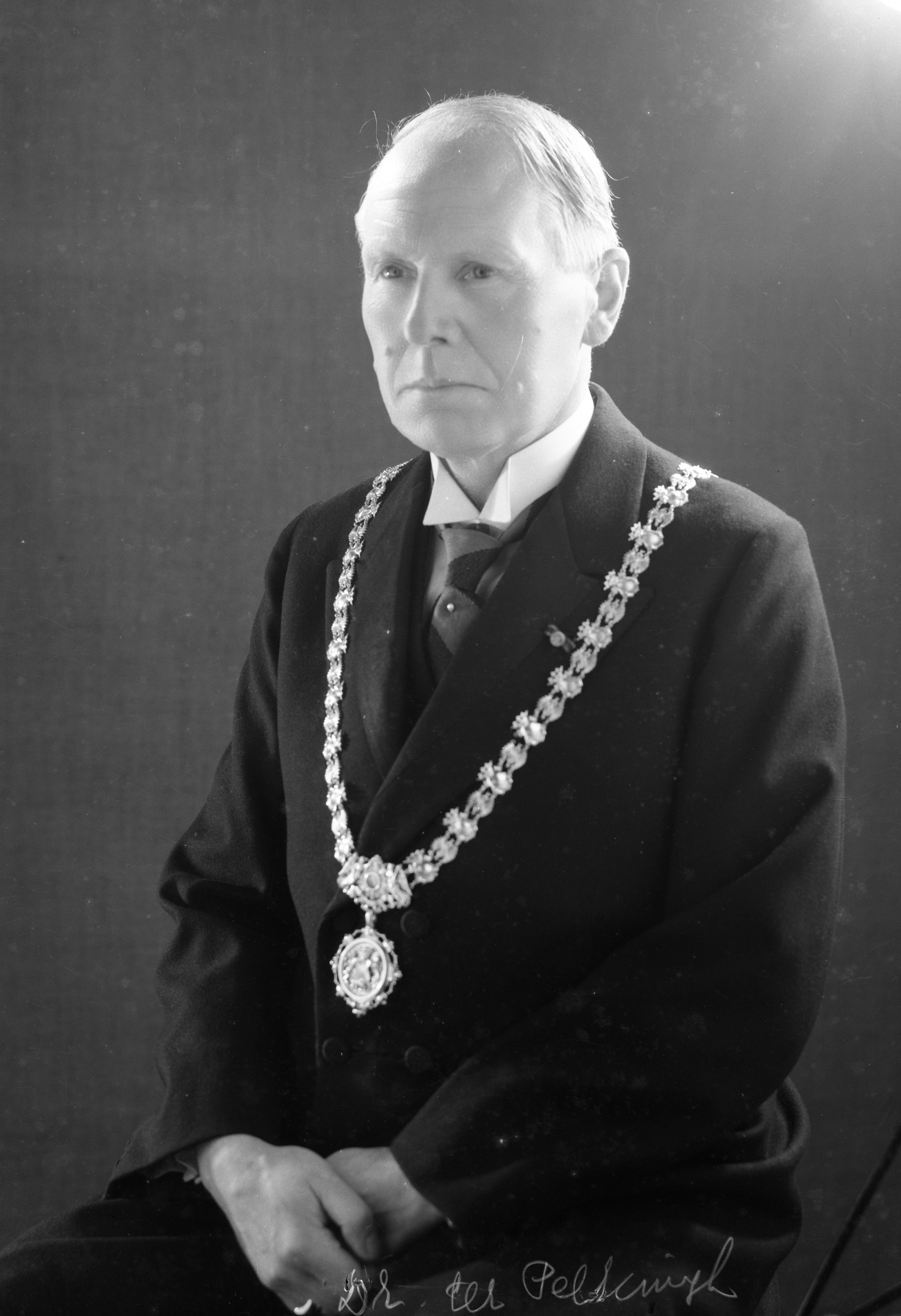
Burgemeester Ter Pelkwijk (ca. 1940)
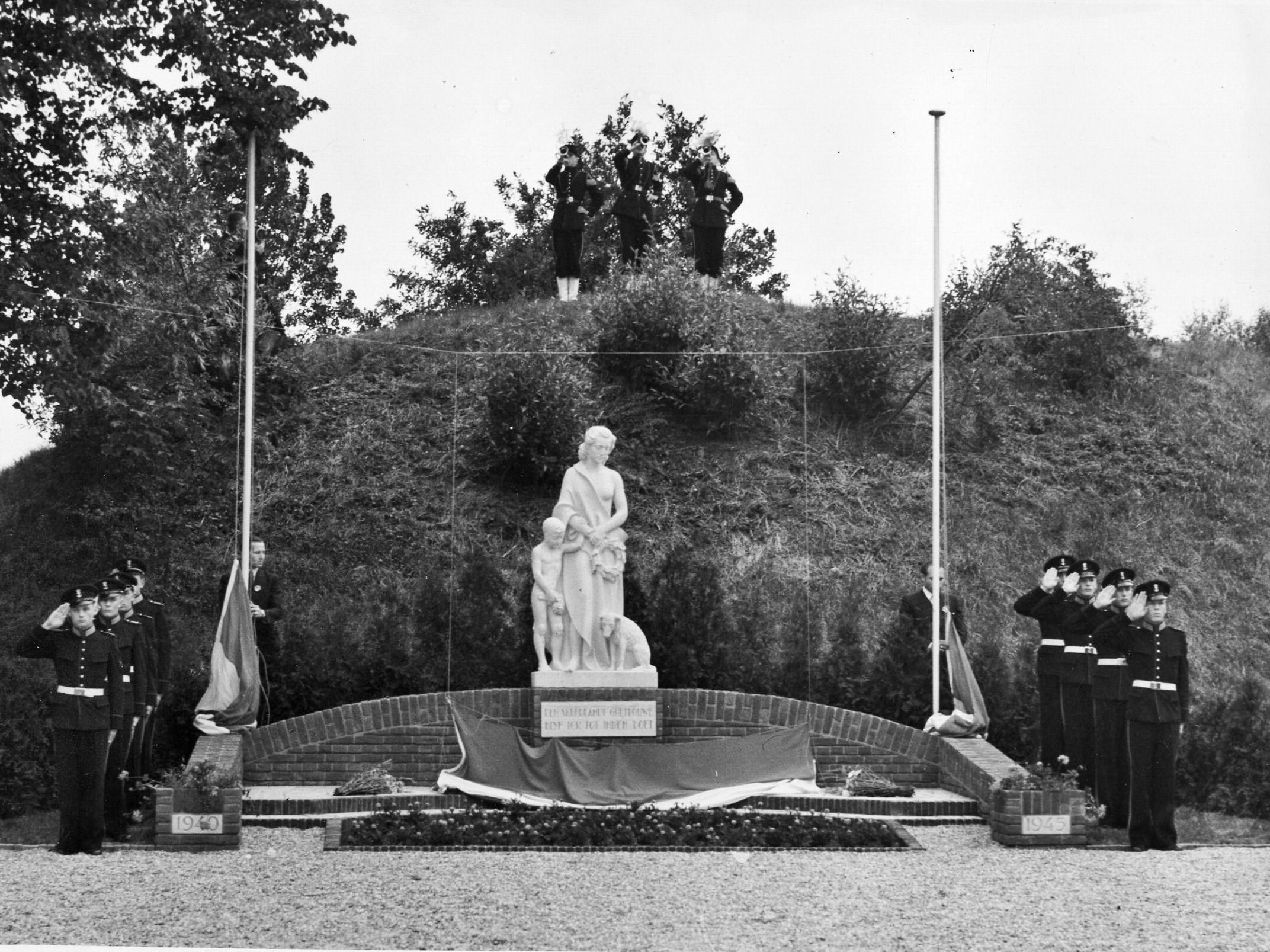
Onthulling monument Fort de Bilt (1949)
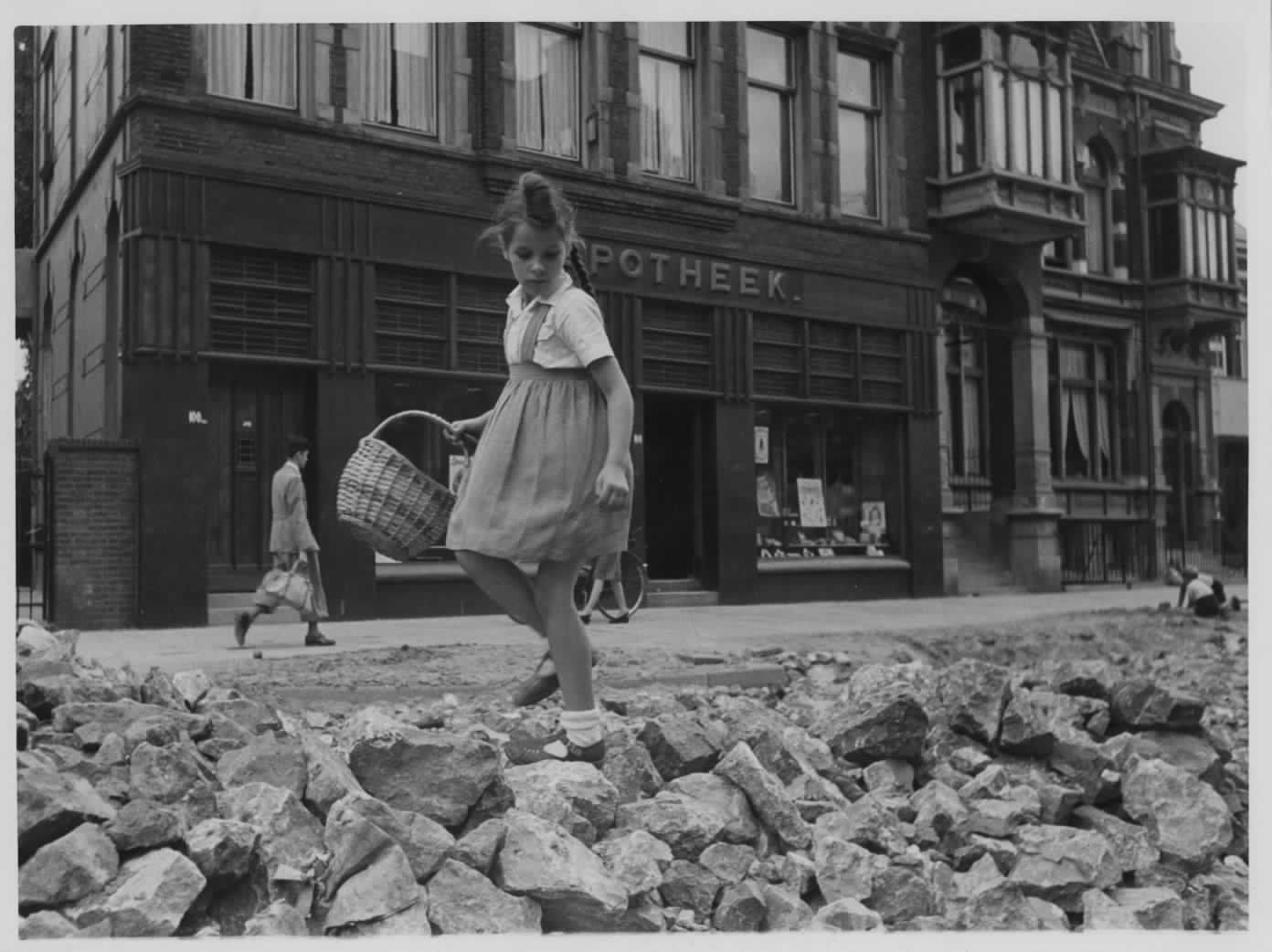
Biltstraat Utrecht, 1950
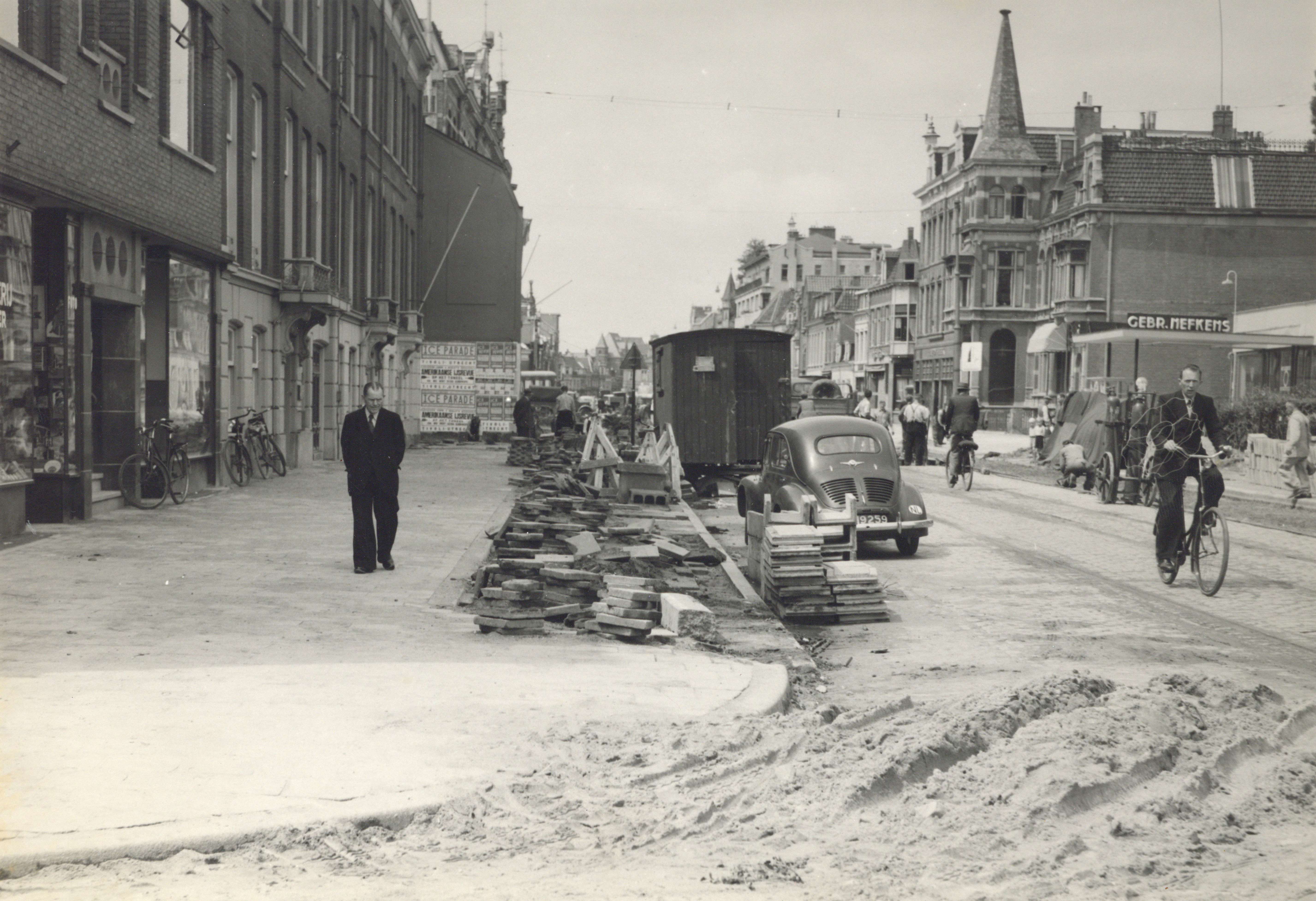
Biltstraat Utrecht, 1950
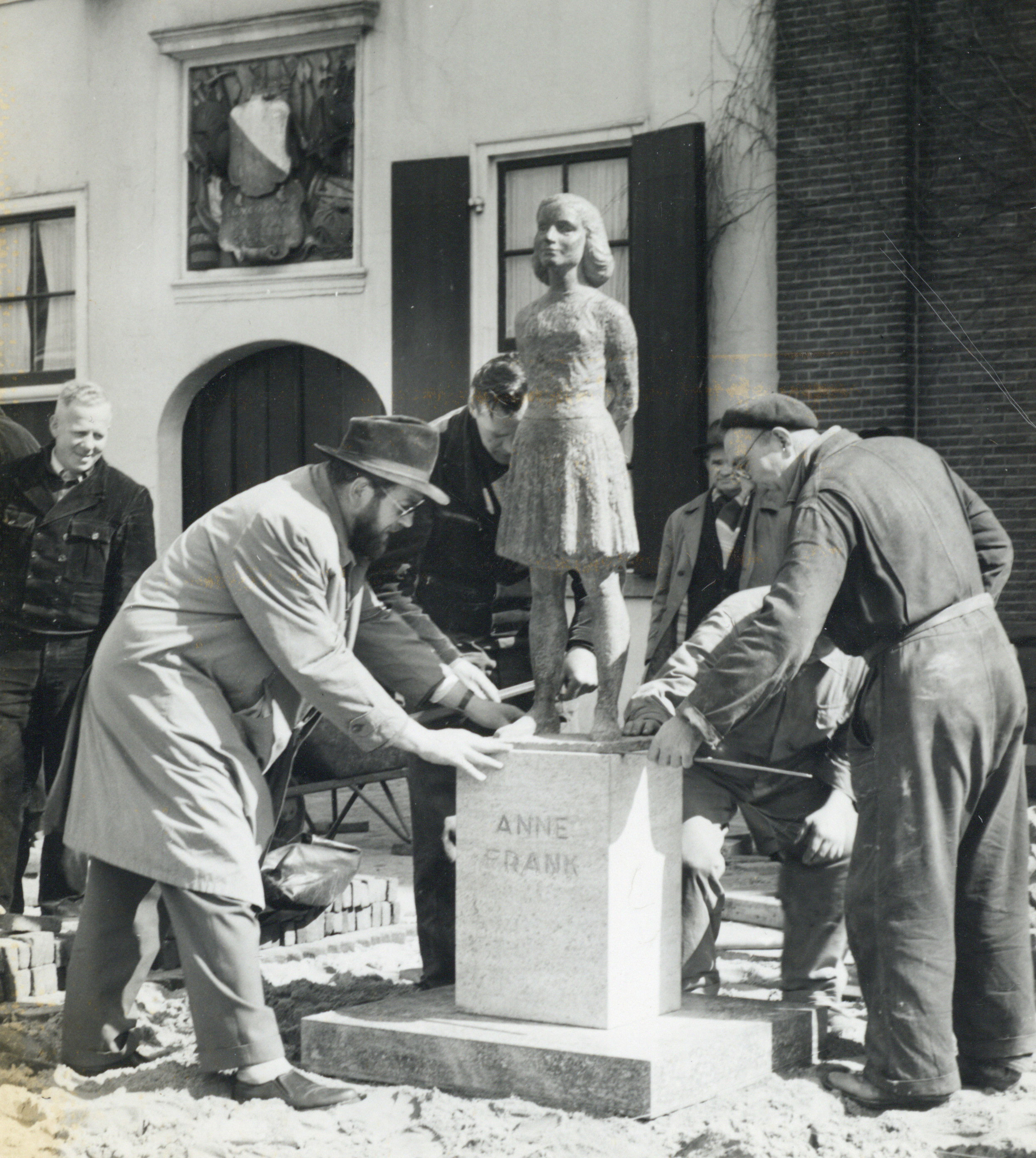
Plaatsing beeld Anne Frank (1960)

## Fotocollectie
In 1962 beëindigde Van der Werf zijn professionele loopbaan als fotograaf en vestigde hij zich in Velp bij Grave. Het grootste deel van zijn (negatieven-)archief verkocht hij in de jaren zestig aan het toenmalige gemeentearchief Utrecht. Van der Werf overleed op 1 november 1984. Zijn weduwe schonk in 1985 nog een groot aantal foto's van haar man aan het gemeentearchief Utrecht, tegenwoordig Het Utrechts Archief. Deze archiefdienst beheert de grootste collectie Van der Werf-foto's.